# 达塔普尔达芒格阿奥恩
达塔普尔达芒格阿奥恩（Dattapur Dhamangaon），是印度马哈拉施特拉邦Amravati县的一个城镇。总人口21430（2001年）。

## 人口
该地2001年总人口21430人，其中男性10919人，女性10511人；0—6岁人口2502人，其中男1328人，女1174人；识字率78.68%，其中男性为82.70%，女性为74.51%。